# Disulfure de dihydrogène
Le disulfure de dihydrogène (H2S2) ou disulfure d'hydrogène est un composé inorganique, qui se présente sous la forme d'un liquide jaune, avec une odeur nauséabonde proche de celle du sulfure d'hydrogène (H2S).

## Propriétés physico-chimiques
La structure du disulfure de dihydrogène est similaire à celle du peroxyde d'hydrogène, avec deux atomes centraux de soufre et deux atomes externes d'hydrogène. Cependant l'angle diédral de la molécule est différent, puisque l'assemblage H-S-S forme un angle quasiment droit dans le cas du conformère syn.  Cet angle est exactement de 90,6° pour la liaison H-S-S, alors qu'il est de 113,7° pour  H-O-O.
La liaison S-S à une longueur de 2,055 Å (1,490 pour la liaison O-O) et la liaison S-H une longueur de 1,352 Å (0,970 pour O-H),.

## Production et synthèse
Le disulfure d'hydrogène peut être synthétisé par dissolution dans l'eau de polysulfures d'alcalins ou d'alcalino-terreux. Lorsqu'on ajoute à la solution de l'acide chlorhydrique concentré à −15 °C, une huile jaune composée d'un mélange de polysulfanes (H2Sn) se forme sous la phase aqueuse. On sépare le disulfure des autres polysulfures (essentiellement des trisulfures) par distillation fractionnée,.
Le disulfure d'hydrogène se décompose aisément en sulfure d'hydrogène (H2S) et en soufre. Dans la chimie des composés organo-sulfurés, le disulfure de dihydrogène est additionné aux alcènes pour obtenir des disulfures et des thiols.

## Effets sur la santé
Le disulfure d'hydrogène a été décrit comme « ayant une odeur forte et irritante » qui ressemble à celle du camphre ou du chlorure de soufre, provoquant « des larmes et une sensation de brulures dans les narines ». Fortement concentré, il peut être la cause de vertiges, de désorientations et au pire de pertes de connaissance.